# WWE Fatal 4-Way
WWE Fatal 4-Way foi um evento pay-per-view (PPV) de luta profissional produzido pela World Wrestling Entertainment (WWE). Foi realizado para lutadores das divisões de marca Raw e SmackDown da promoção. O evento aconteceu em 20 de junho de 2010, no Nassau Coliseum em Uniondale, Nova York. O show foi baseado em algumas partidas sendo contestado como lutas fatal four-way. O evento recebeu 143.000 compras de pay-per-view, abaixo do valor de 178.000 do The Bash. Este foi o último evento pay-per-view da WWE a ser realizado no Nassau Coliseum antes de sua renovação em 2015. Este foi o único PPV Fatal 4-Way produzido pela WWE para sua lista principal, pois foi substituído por Capitol Punishment em 2011; no entanto, a promoção reviveu o nome de seu território de desenvolvimento NXT em 2014 como o segundo evento TakeOver da marca intitulado NXT TakeOver: Fatal 4-Way.

## Produção

### Introdução
A World Wrestling Entertainment (WWE) realizou anteriormente um pay-per-view anual de verão (PPV) intitulado The Great American Bash de 2004 a 2009, que eles adquiriram em 2001 quando a promoção comprou a World Championship Wrestling. O evento de 2009 foi intitulado The Bash. Em 2010, a WWE descontinuou o The Bash e o substituiu por Fatal 4-Way. O evento aconteceu em 20 de junho de 2010, no Nassau Coliseum em Uniondale, Nova York e contou com lutadores das marcas Raw e SmackDown.

### Histórias
Fatal 4-Way apresentou lutas de wrestling profissional envolvendo diferentes lutadores de rivalidades, enredos e histórias preexistentes que se desenrolaram nos programas de televisão da World Wrestling Entertainment (WWE). Os lutadores retratavam um vilão ou um herói enquanto seguiam uma série de eventos que criam tensão e culminavam em uma luta ou série de lutas.
A principal rivalidade para a marca Raw foi uma luta fatal four-way pelo Campeonato da WWE entre o atual campeão John Cena, Randy Orton, Edge e Sheamus. Depois que Cena manteve seu título contra Batista em uma luta "I Quit" no Over the Limit, Sheamus atacou Cena. No episódio de 24 de maio do Raw, Bret Hart foi anunciado como o novo Gerente Geral do Raw. Antes que Batista pudesse fazer uma promo, Hart interrompeu e disse que se Batista quisesse sua revanche, ele teria que se classificar. Batista se recusou a lutar, citando uma lesão e Hart então deixou Orton se qualificar por desistência, fazendo com que Batista deixasse a WWE depois. Edge e Sheamus venceram suas respectivas partidas de qualificação para entrar na partida ao lado de Orton. Nas duas semanas seguintes, os quatro lutadores competiram entre si em lutas de simples e de duplas.
O evento principal para a marca SmackDown foi uma luta fatal four-way pelo Campeonato dos Pesos Pesados entre Jack Swagger, Big Show, CM Punk e Rey Mysterio. No Over the Limit, Big Show derrotou Swagger por desqualificação, mas não ganhou o campeonato, pois não pode mudar de mãos em uma desqualificação e, como resultado, se classificou para a luta fatal four-way. The Undertaker e CM Punk venceram suas respectivas partidas de qualificação contra Rey Mysterio e Kane. Mais tarde, Kane encontrou seu meio-irmão Undertaker em estado vegetativo, incapaz de competir e The Undertaker foi removido da luta. Uma batalha real foi colocada em prática para determinar a substituição de The Undertaker na partida, que foi vencida por Rey Mysterio, que eliminou Kane pela última vez.
No Raw de 12 de abril, Eve Torres venceu Maryse pelo Campeonato das Divas. Quando Maryse tentou se vingar no Over the Limit, ela foi derrotada por Eve. No Raw de 17 de maio, Gail Kim se uniu a Evan Bourne para derrotar Alicia Fox e Zack Ryder. Depois disso, Kim e Fox começaram a brigar por várias semanas. Em 14 de junho no episódio do Raw, a atual campeã das Divas, Eve, se uniu a Kim onde saíram vitoriosas contra Maryse e Fox e uma luta fatal four-way foi anunciada entre as quatro.

## Evento

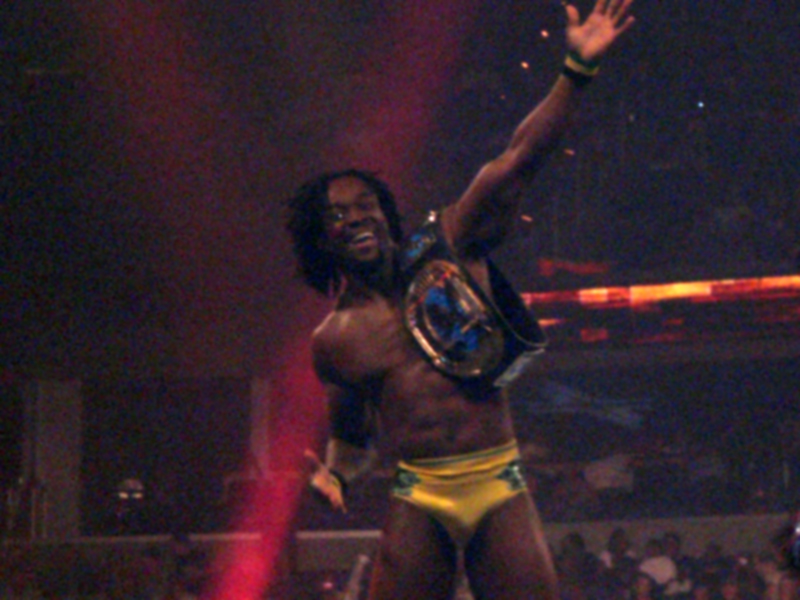
Kofi Kingston manteve o Campeonato Intercontinental.

| Papel:                   | Nome:            |
| ------------------------ | ---------------- |
| Comentaristas em inglês  | Michael Cole     |
| Comentaristas em inglês  | Jerry Lawler     |
| Comentaristas em inglês  | Matt Striker     |
| Comentarista em espanhol | Carlos Cabrera   |
| Comentarista em espanhol | Hugo Savinovich  |
| Anunciadores de ringue   | Tony Chimel      |
| Anunciadores de ringue   | Justin Roberts   |
| Entrevistadores          | Savannah         |
| Árbitros                 | Charles Robinson |
| Árbitros                 | Rod Zapata       |

### Lutas preliminares
O evento começou com Kofi Kingston defendendo o Campeonato Intercontinental contra Drew McIntyre. O gerente geral do SmackDown, Theodore Long, também estava presente perto da mesa de locutores. A disputa foi equilibrada entre os dois competidores. Kingston executou um S.O.S. em McIntyre para uma quase queda. Kingston então aplicou uma finalização perto do turnbuckle, mas foi rebatido por McIntyre, que jogou as pernas de Kingston no árbitro Charles Robinson, nocauteando-o. Como o árbitro não pôde apitar a partida, McIntyre forçou Long a substituir o árbitro. Quando McIntyre tentou o pin, no entanto, Long se recusou a contar até três. Como eles argumentaram, Matt Hardy interferiu e atacou McIntyre, o que permitiu que Kingston apresentasse Trouble in Paradise em McIntyre. Kingston então derrotou McIntyre pela vitória e manteve o título.
O Campeonato das Divas foi defendido em seguida por Eve contra Alicia Fox, Maryse e Gail Kim em uma luta fatal four-way. Eve executou um moonsault em Maryse, mas sua tentativa de pin foi interrompida por Fox, que jogou Eve para fora do ringue. Ela então cobriu Maryse e ganhou seu primeiro título na WWE.
Chris Jericho fez uma promo, desafiando Evan Bourne para uma luta improvisada. Jericho executou um Codebreaker em Bourne por quase uma queda. A luta terminou quando Bourne executou um Air Bourne nas costas de Jericho e o derrotou para a vitória.

### Lutas principais

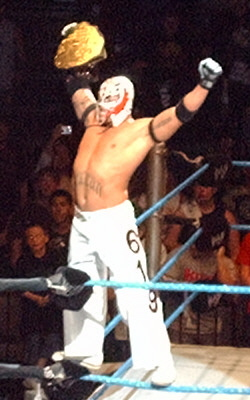
Mysterio ganhou o Campeonato dos Pesos Pesados pela segunda vez.

Na primeira luta do evento principal, Jack Swagger, Rey Mysterio, Big Show e CM Punk competiram em uma luta fatal four-way pelo Campeonato dos Pesos Pesados. Big Show dominou a primeira metade da partida, derrubando rapidamente seus adversários. A vantagem se transformou quando os outros três concentraram seu ataque principalmente em ele eliminá-lo por algum tempo. A luta foi então disputada uniformemente até Punk entregar um GTS para Swagger, mas antes que ele pudesse piná-lo, Kane os interrompeu, tentando colocar Punk em um caixão, mas Punk escapou com Kane em perseguição. Mysterio aproveitou a situação e entregou o 619 em Swagger e o pin para ganhar o Título Mundial dos Pesos Pesados.
Na partida seguinte, The Miz enfrentou R-Truth pelo Campeonato dos Estados Unidos. A luta foi em um ritmo rápido e terminou quando Miz inverteu R-Truth para uma tentativa de pin para manter o título.
Na luta seguinte, os Campeões Unificados de Duplas da WWE The Hart Dynasty (Tyson Kidd, David Hart Smith e Natalya), enfrentaram The Usos e Tamina Snuka. The Hart Dynastyt venceu depois que Natalya derrotou Tamina após um Nattie-By-Nature.
No evento principal, John Cena enfrentou Sheamus, Randy Orton e Edge em uma luta fatal four-way pelo Campeonato da WWE. Nenhum dos competidores permanecia muito tempo no ringue, pois quando um levava vantagem sobre outro oponente era interrompido por outro dos desafiantes. A luta teve um fim abrupto quando os novatos da primeira temporada do NXT, que antes formavam uma facção contra o elenco da marca Raw, interromperam. Os novatos atacaram Cena primeiro no ringue. Edge então tentou ajudá-lo, mas foi a próxima vítima do Nexus. No meio da comoção, Sheamus derrotou Cena para ganhar o título, levando o evento a uma conclusão prematura.

## Recepção
Aproximadamente 10.000 pessoas assistiram ao Fatal 4-Way ao vivo no Nassau Veterans Memorial Coliseum em Uniondale, Nova York.
O evento recebeu críticas geralmente mistas. Bob Kapur, da seção de luta livre do Canadian Online Explorer, premiou a luta pelo Campeonato da WWE com oito em dez e a luta pelo Campeonato dos Pesos Pesados com sete em dez. Ele também apreciou Chris Jericho e Evan Bourne por suas performances em sua partida e avaliou a partida como oito em dez. No geral, deu ao evento uma pontuação de oito em dez.

## Após o evento
Este seria o único PPV Fatal 4-Way produzido pela WWE para sua lista principal, pois foi substituído por Capitol Punishment em 2011. Em abril de 2011, a WWE deixou de usar seu nome completo com a abreviação "WWE" tornando-se um inicialismo órfão. A WWE reviveu o nome do evento em 2014 para seu território de desenvolvimento NXT como um evento TakeOver intitulado NXT TakeOver: Fatal 4-Way.

## Resultados
| Nº                                          | Resultados                                                                                              | Estipulações                                              | Tempo |
| ------------------------------------------- | --- | --------------------------------------------------------- | ----- |
| Dark                                        | Zack Ryder derrotou Montel Vontavious Porter                                                            | Luta individual                                           | 3:38  |
| 1                                           | Kofi Kingston (c) derrotou Drew McIntyre                                                                | Luta individual pelo Campeonato Intercontinental da WWE   | 16:29 |
| 2                                           | Alicia Fox derrotou Eve (c), Maryse e Gail Kim                                                          | Luta Fatal 4-Way pelo Campeonato das Divas da WWE         | 05:42 |
| 3                                           | Evan Bourne derrotou Chris Jericho                                                                      | Luta individual                                           | 12:04 |
| 4                                           | Rey Mysterio derrotou Jack Swagger (c), Big Show e CM Punk                                              | Luta Fatal 4-Way pelo Campeonato dos Pesos Pesados        | 10:28 |
| 5                                           | The Miz (c) derrotou R-Truth                                                                            | Luta individual pelo Campeonato dos Estados Unidos da WWE | 13:23 |
| 6                                           | The Hart Dynasty (David Hart Smith, Tyson Kidd e Natalya) derrotaram The Usos (Jimmy, Jey Uso e Tamina) | Luta de trios                                             | 09:29 |
| 7                                           | Sheamus derrotou John Cena (c), Randy Orton e Edge                                                      | Luta Fatal 4-Way pelo Campeonato da WWE                   | 17:25 |
| (c) – Refere-se aos campeões antes da luta. | |                                                           |       |